# オーガフミヒロ
オーガ ベン(オーガ フミヒロ)（本名：大鋸 史浩(おおが ふみひろ)、1971年3月15日 - ）は、日本の画家。

## 経歴
愛媛県松山市生まれ。3人兄弟の長子。1989年愛媛県立松山南高等学校砥部分校卒、1991年大阪総合デザイン専門学校絵本科修了。
高校時代はグラフィックデザインを専攻していたが、卒業制作展においてパステルを使用した心象画を発表、ハルオ・ミヤウチ(松山市出身)賞を受賞し絵画の世界に目覚める。
その後、大阪総合デザイン専門学校絵本科に特待生として入学し、かねてより夢であった絵本作家に向けての勉学に勤しむが、京都大丸で開催されたホアン・ミロの大原画展に感銘を受け絵本的な作品から次第に絵画性の強い作品に強い興味を持つようになった。しかし専門学校の卒業制作展で発表した塗り絵絵本『ぬりるん』が同校で金賞を受賞し副賞として絵本出版が決定されたこともあり、将来的には絵本作家を目指す思いは変わってはいなかった。
ところがバブル崩壊の煽りを受けて急遽出版が中止になってしまったことを受けて、多くの人が介在して発表される絵本での表現より一枚の絵で勝負する世界をめざすべきではないかと、次第に心が傾くこととなった。専門学校を終了後はデザイン業界に一時身を置くも、その後は定職を決めず関西各地を転々としながら、ただひたすらに絵を描き溜めることに専念していた。
94年に帰郷し翌年初個展を開催。愛媛県の美術関係者の間で特に好評を博し、この頃より画家としての志を持ち始める。初個展後、専門学校時代の恩師の勧めもあって公募団体の近代美術協会、美術文化協会に出品も始め数多くの賞を受賞したが、あくまでも個人としての活動に重点を置くことに主眼を置いていたため、97年には両会から退会している。
06年に松山市とフライブルク市との芸術交流の一環として渡独し海外での初個展を開催し、09〜11年には京都蔵丘洞画廊で個展、またART TAIPEIを中心に各国のアートフェアに出品、10年にはStar Crystal gallery(台北市)にて個展を開催している。
08年に関東へ拠点を移し、この頃よりパステル画から水性アルキド樹脂絵具を使用した作品が中心となり抽象性の高い作品から、人物、動物などをモチーフとした寓話的な作品へ移行している。絵本から飛び出してきたようなユーモラスなフォルムと、温かみのある色調の中に日常に潜む哀しみを内包した作品は老若男女を問わず幅広い層に人気がある。
表紙画制作などにも取り組みがあり2009年に三好典彦「漱石の病と『夢十夜』」(創風社出版)や2003年に松谷みよ子「現代民話考」全12巻の表紙を担当している。
2013年 美術出版社発刊の美術手帖12月号にて画材ガイドに掲載された。
2021年 6月から画号をオーガフミヒロからオーガベンに変更した。

## 著作
- 『オーガフミヒロ詩画集 夜烏の手帳』（2016年、ギャラリー枝香庵出版企画部）

## 受賞歴
- 1999年8月「日本の自然を描く展」　彫刻の森美術館賞  上野の森美術館（東京）
- 2000年3月 西脇市サムホール大賞展」　入選　 西脇市岡之山美術館（兵庫）
- 2000年11月「熊日総合美術展　21世紀アート大賞」　入選　 熊本県立美術館（熊本）
- 2002年3月「若き画家たちからのメッセージ展」　大賞　すどう美術館（東京）
- 2002年9月「GEISAI-2」　スカウト賞 （イラストレーション誌より）　ビッグサイト（東京）

## 個展
- 1999年～2012年　オーガフミヒロ展　ギャラリーかわにし（愛媛）
- 2006年　Zwischen dem Himmer und Mir　フライブルク市庁舎（フライブルク）
- 2010年　オーガフミヒロ展　ギャラリーしらみず美術（東京）
- 2011年　「編織異境」　Fumihiro Oga展 Star Crystal gallery（台北市）
- 2009年～2012年　オーガフミヒロ展　蔵丘洞画廊（京都）
- 2013年　オーガフミヒロ展　マスダ画廊（福岡）
- 2013年　オーガフミヒロ展　いつき美術画廊　銀座（東京）
- 2013年　オーガフミヒロ展　ギャラリーかわにし（愛媛）
- 2013年　オーガフミヒロ洋画展　渋谷・東急百貨店本店８階　美術画廊（東京）
- 2014年　彼方からの手紙　大丸札幌店 美術画廊（北海道）
- 2014年　オーガフミヒロ展　ギャラリー島田（兵庫）
- 2014年　新世界　ギャラリーかわにし（愛媛）
- 2014年　emerging wind　いつき美術画廊（東京）
- 2015年　オーガフミヒロ展　蔵丘洞画廊（京都）
- 2015年　オーガフミヒロ展-うつつうた-　ギャラリーかわにし（愛媛）
- 2015年　「空空漠夜」展　さくらさくギャラリー（東京）
- 2015年　「八年想起」展　ギャラリーアビアント（東京）
- 2016年 オーガフミヒロカレンダー原画展 いつき美術画廊
- 2016年 「ときのあかり」展   なかお画廊
- 2016年 「車輪の詩」展 ギャラリーかわにし
- 2016年 詩画集「夜烏の手帳」原画展   musse
- 2016年 「目を閉じれば夜に似て」展   Bunkamura Box gallery
- 2016年 詩画集「夜烏の手帳」原画展   ギャラリー枝香庵
- 2017年 青のフェルト展 ギャラリーアビアント
- 2017年 パステル画展  ギャラリー枝香庵
- 2017年 オーガフミヒロ展    川田画廊
- 2017年 「御山の向こう側」展  ギャラリーかわにし
- 2017年 詩画集「夜烏の手帳」原画展   Gallery 3ta2
- 2018年 あかね空、そして月の光展    川田画廊
- 2018年 OIL BAR PAINTINGS展  ギャラリーHANA
- 2018年 First Light展    Gallery ジ・アース
- 2018年 Ten展    ギャラリーかわにし
- 2019年 たびはおわりはじまる展 ギャラリーアビアント
- 2019年 わたしたちは旅に出る展 ギャラリーHANA
- 2019年 オーガフミヒロ展    川田画廊
- 2019年 オーガフミヒロ展    みぞえ画廊 福岡店
- 2019年 オーガフミヒロ展    ギャラリーかわにし
- 2019年 或る旅人の夜想曲展   Bunkamura Box gallery
- 2019年 オーガフミヒロ洋画展  西武福井店
- 2020年 オーガ フミヒロ洋画展 そごう横浜店
- 2020年 オーガ フミヒロ展   みぞえ画廊　東京店
- 2020年 オーガフミヒロ絵画展  成城さくらさくギャラリー
- 2020年 OOGA×FUGA展  ギャラリーかわにし
- 2020年 OOGA×FUGA展  ギャラリー枝香庵
- 2020年 オーガフミヒロ洋画展  西武福井店
- 2021年 オーガ ベン ガラス絵展    ワイアートギャラリー
- 2021年 オーガ ベン ガラス絵展    ギャラリーHANA
- 2021年 オーガ フミヒロ展   川田画廊
- 2021年 オーガ フミヒロ洋画展 西武福井店

## 所蔵画廊
- ギャラリー アビアント
- いつき美術画廊
- ギャラリー枝香庵
- ギャラリーかわにし
- すどう美術館
- 蔵丘洞画廊
- ギャラリー名画堂

## 表紙画
- 1993年　大阪南港トンネル沈埋函壁画制作（大阪府堺市）
- 1996年　大阪総合デザイン専門学校 パンフレット（大阪総合専門学校）
- 1999年-2000年　愛媛新聞リレーエッセイイラスト（愛媛新聞）
- 2003年　現代民話考　松谷みよ子著／愛媛県情報誌「Ehimail」（筑摩文庫／愛媛県）
- 2009年 漱石の病と『夢十夜』・三好典彦著 創風社出版